# Fontaine-la-Louvet

Fontaine-la-Louvet este o comună în departamentul Eure, Franța. În 1 ianuarie 2022 avea o populație de 338 de locuitori.